# Колесников, Иван (казак)
Иван Колесников — сибирский казачий атаман, иногда именуемый «атаманом вольных сибиряков». Один из первых европейцев, достигших озера Байкал.

## Биография
Год и место рождения Ивана Колесникова доподлинно неизвестны. Предположительно — уроженец Сибири. Летом 1644 года Колесников был отправлен из Енисейска с сотней человек «проведать про озеро Байкал и серебряную руду». Дойдя по Ангаре до устья реки Осы, он заложил там Осинский острог для перезимовки. Весной следующего, 1645 года он отправился к Байкалу, чтобы пройти к его южному берегу. Осинский же острог, тотчас по его выступлении, был разрушен бурятами. К южному берегу Колесников не прошёл, так как вся окрестная страна была охвачена восстанием, вызванным действиями верхоленского управителя. Он смог добраться только до северо-западного берега. Открытая Колесниковым бухта названа в его честь. На северо-западном берегу Байкала он снова зазимовал.
В 1646 году Колесников направился к Верхней Ангаре и по дороге разбил отряд тунгусского князька Котуга (Котугу). По имени Котуга казаки назвали реку Тикон, где была схватка.
Зиму 1647—1648 годов Колесников провёл в построенном им Верхне-Ангарском остроге, откуда в 1647 году отправил в Енисейск 40 казаков с просьбой о провианте и подкреплении. Во время этой зимовки он узнал от тунгусов, что у монголов, кочевавших около озера Еравны, много серебра; тогда он отправил к ним для разведок четырёх казаков, вместе с князьком Котугою. Предложив Котуге, по получении справок, выйти на реку Баргузин, куда Колесников планировал перейти к весне. Разведочная экспедиция Котуги незамедлительно двинулась на юг. Перевалив через несколько хребтов и не найдя у озера Еравны монголов, казаки отправились за ними к реке Селенге, не доходя которой встретили стан монгольского князя Турукая. Последний одарил казаков Колесникова золотом и серебром (две серебряные чаши), но уверял, что золото и серебро находятся в пределах империи Дай-Цин-Го. Турукай препроводил казаков, вместе со своими посланцами, в стан Колесникова на реке Баргузин. Колесников не считал свою задачу выполненной окончательно, ибо не узнал о месте нахождения руд. Но всё же он узнал достаточно для составления донесения в Сибирский приказ.
Между тем, енисейские воеводы, не получая долгое время сведений о ходе Колесниковской экспедиции и узнав о восстании верхоленских и ангарских бурят в 1645 году, предположили, что Колесников погиб, и в 1646 году вновь снарядили экспедицию, под начальством сына боярского Ивана Похабова, в составе 84 человек. Похабов тоже двигался медленно. Перезимовав в остроге, который он выстроил на Осинском острове, и собирая дань с окрестных бурят, он перешёл на южный берег Байкала в 1647 году и тотчас же напал на небольшую партию монголов, им встреченных, и взял несколько человек в плен. Монголы эти оказались подданными князя Турукая, как это разъяснилось по присылке Турукаем к Похабову одного из казаков, высланных к нему Колесниковым для требования пленных назад. Похабов, возвратив пленных, сам выехал к Турукаю, чтобы завязать дружбу.
Взяв с собой дары Турукая и ясак из мехов на тысячу рублей, атаман Колесников отправился в Москву, чтобы лично сообщить собранные им ценные географические сведения. А также — несмотря на уверения Турукая, что золото и серебро находятся в маньчжурских пределах, — Колесников поручил четырём казакам продолжить, вместе с монгольскими посланцами, разведку и поиски благородных руд — что, однако, не привело к какому-нибудь результату.
На пути в Москву, Колесников остановился с дарами Турукая и ясаком в Енисейске. В этом городе он, по данным историка В. К. Андриевича, вскоре нашёл свою гибель. По другим данным, атаман Колесников ушёл из жизни значительно позднее, одержав в 1655 году победу над бурятами.